# مصطفى صاحب الطابع
مصطفى صاحب الطابع، ولد بجورجيا حوالي عام 1785 وتوفي يوم 10 ماي 1861، مملوك من أصل جورجي، اشتغل وزيرا في تونس في عهد البايات.

## ترجمته
تم اشتراء هذا المملوك وهو شاب صغير من سوق العبيد بالعاصمة العثمانية إستانبول، من قبل وكيل القايد محمود الجلولي هناك، فقام بإهدائه إلى الباي من أجل أن يزيد نفوذه لدى القصر الملكي، وأملا في أن يحتل مكانة أثيرة داخل القصر. وفي قصر باردو، سلك هذا المملوك مسار المماليك. وعند الموت الفجئي لحمودة باشا عام 1814 وقع عتق صاحب الطابع حسب العاة د المتبعة في القصر الملكي. وبعد أن غادر باردو، ألحقه الوزير النافذ مصطفى صاحب الطابع بخدمة الباي الجديد عثمان باي الذي ما لبث أن اغتيل، ثم ألحقه محمود باي ليكون في خدمة ابنه مصطفى باي، فأصبح يرافقه في الخروج مع المحلة بصفته صاحب الطابع. وقد كلفه مصطفى باي بتربية ابنه أحمد. وفي عهد حسين باي الثاني عين صاحب طابع فيما بين 1835 و1837. وهو الذي تفاوض مع الجنرال الفرنسي برتراند كلوزال (Bertrand Clauzel) في نوفمبر 1830 من أجل إسناد بايليك قسنطينة ووهران إلى بعض الأمراء الحسينيين. وزاد نفوذه شيئا فشيئا، بما مكنه من الانتماء إلى العائلة المالكة بالزواج عام 1829 من الأميرة محبوبة بنت مصطفى باي، وأنجب منها أبنية الشاذلي صاحب الطابع حوالي عام 1830 ورشيد صاحب الطابع حوالي عام 1830 أيضا، وبعد موتها عام 1852 تزوج من جاريتها الشركسية قولفيدان (Gulfidan) وأنجب منها ابنه أحمد صاحب الطابع حوالي عام 1852. ومن موقعه ساعد عائلة الجلولي عند إفلاسها عام 1840. ثم أصبح وزيرا أكبر، وهو الذي سيّر الحكومة عندما سافر أحمد باشا باي إلى فرنسا عام 1846 بدعوة من ملكها لوي فيليب، وقد أعطاه الباي آنذاك سلطات واسعة، واستطاع القيام بالمهمة التي أوكلت إليه بشكل جيد. وبسبب ذلك ستكبر الثقة التي سيكنها له البايات لاحقا، وسيكون مرة أخرى المؤتمن على السلطة العليا في عهد محمد الصادق باي الذي كلفه بمرسوم مؤرخ في 12 سبتمبر 1860 بتعويضه جين سافر إلى الجزائر لملاقاة نابوليون الثالث، كما سيعينه في 25 أفريل أفريل 1861 لرئاسة المجلس الأكبر الذي بعث تلك السنة. عندما توفي حضر الباي في جنازته ودفن بتربة الباي.

## الأوسمة والتشريفات
- نيشان الدم (تونس).